# Görogly
Görogly (früher: Tagta) ist eine Stadt im gleichnamigen Distrikt und dessen Verwaltungszentrum (Görogly Etraby) in der Provinz Daşoguz welaýaty in Turkmenistan. Der Ort liegt 20 km südlich der Stadt Daşoguz.

## Etymologie
Der Name Görogly wurde 2002 von der turkmenischen Regierung für Stadt und Distrikt vergeben zu Ehren des türkischen Nationalepos Epic of Koroghlu (turkmenisch Görogly). Die Ortschaft hieß ursprünglich „Tagta“ während der Sowjetzeit (Takhtinskiy Rayon). Das Wort tagta bedeutet in verschiedenen Turksprachen „Holz“ und im Turkmenischen spezifisch „Brett“. Atanyyazow vermutet, dass der Name sich auf einen hölzernen Damm oder eine Brücke bezieht.

## Geographie
Der Ort liegt am Rand der fruchtbaren Amudarja-Aue, südlich von Daşoguz und nur wenige Kilometer westlich der Grenze zu Usbekistan. Zahlreiche kleine Wasserläufe und Kanäle durchziehen das Gebiet und es gibt mehrere Altwasserreste des Amudarja in der Nähe (Akoy Like). Die Hauptverkehrsader führt von Daşoguz im Norden nach Südosten nach Imeni Kuybysheva, beziehungsweise Qoʻshkoʻpir in Usbekistan.

### Distrikt
Der Distrikt (Görogly Etraby, früher: Takhtinskiy Rayon) erstreckt sich südlich von Daşoguz in der Aue des Amudarja, bis an den Flusslauf und damit an die Grenze von Usbekistan.

## Geschichte
In the Sowjetzeit galt der Ort als urbane Siedlung (russisch посёлок городского типа). Im Juni 2016 wurde er durch einen Erlass der Mejlis zur Stadt erhoben. Mit demselben Erlass wurde das Dorf Sazakly der ländlichen Gemeinde Magtymguly sowie die Dörfer Akderek und Polasoltan der ländlichen Gemeinde Türkmenýoly eingemeindet.